# Marilú Tolo
Marilù Tolo (Roma, 16 de enero de 1944) es una actriz italiana de cine y televisión, reconocida por haber participado en más de sesenta películas entre 1960 y 1985.

## Biografía
Nacida en Roma, Tolo empezó a trabajar como asistente de Mario Riva en el programa de variedades de la RAI Il Musichiere. Hizo su debut en el cine a los 16 años en el filme de Alberto Lattuada Sweet Deceptions. También se desempeñó como modelo, y mantuvo una relación cercana con el diseñador Valentino. Este último afirmó en una entrevista con el diario La Repubblica que Tolo fue la única mujer a la que realmente quiso.

## Filmografía destacada
- Howlers in the Dock (1960) - Marilù
- I piaceri del sabato notte (1960) - Amante de Luigi
- Colossus and the Amazon Queen (1960) - Amazona
- Sweet Deceptions (1960) - Margherita
- Le ambiziose (1961)
- Shéhérazade (1963) - Shirin
- Adultero lui, adultera lei (1963) - Lina
- The Terror of Rome Against the Son of Hercules (1964) - Olympia
- Messalina vs. the Son of Hercules (1964) - Ena
- The Triumph of Hercules (1964) - Ate
- Marriage Italian Style (1964) - Diana
- The Magnificent Gladiator (1964) - Velida
- La Celestina P... R... (1965) - Silvana
- Le Chant du monde (1965) - Gina
- Juliet of the Spirits (1965) - Presentadora
- Espionage in Lisbon (1965) - Terry Brown
- Una ráfaga de plomo (1965) - Yasmin
- Night of Violence (1965) - Hermana de Carla Pratesi
- Balearic Caper (1966) - Sofia
- The Poppy Is Also a Flower (1966) - Sophia Banzo
- Your Money of Your Life (1966) - Violette
- To Skin a Spy (1966) - Anna
- Kiss the Girls and Make Them Die (1966) - Gioia
- Perry Grant, agente di ferro (1966) - Paola Kuriel
- Judoka-Secret Agent (1966) - Vanessa
- The Witches (1967) - Mesera
- Sept hommes et une garce (1967) - Carlotta
- The Oldest Profession (1967) - Marlene
- Django Kill... If You Live, Shoot! (1967) - Flory
- Casse-tête chinois pour le judoka (1967) - Jennifer
- The Killer Likes Candy (1968) - Sylva
- A Stroke of 1000 Millions (1968) - Prinzi
- Commandos (1968) - Adriana
- Candy (1968) - Conchita
- I dannati della Terra (1969) - Adriana
- Las trompetas del apocalipsis (1969) - Helen Becker
- Kill the Fatted Calf and Roast It (1970) - Verde
- Un été sauvage (1970)
- Roy Colt and Winchester Jack (1970) - Manila
- Gradiva (1970)
- Confessions of a Police Captain (1971) - Serena Li Puma
- Romance of a Horsethief (1971) - Manka
- The Double (1971) - Marie
- Eneide (1971) - Venus
- Long Live Your Death (1971) - Lupita
- We Are All in Temporary Liberty (1971) - Emilia
- My Dear Killer (1972) - Anna Borgese
- Shadows Unseen (1972) - Simona
- Bluebeard (1972) - Brigitt
- Jus primae noctis (1972) - Venerata
- Meo Patacca (1972) - Sora Nuccia
- Themroc (1973) - Secretaria
- Los cinco días (1973) - Condesa
- Riot in a Women's Prison (1974) - Susan
- Il trafficone (1974) - Rosalia
- Au-delà de la peur (1975) - Nicole
- Cours après moi que je t'attrape (1976) - Anita
- The Greek Tycoon (1978) - Sophia Matalas
- The Sleep of Death (1980) - Elga
- Scorpion with Two Tails (1982) - Maria Volumna
- Marco Polo (1982) - Donna Fiammetta
- Vacanze di Natale (1983) - Grazia Tassoni
- Il tassinaro (1983) - Fernanda
- The Last Days of Pompeii (1984) Xenia